# FedEx

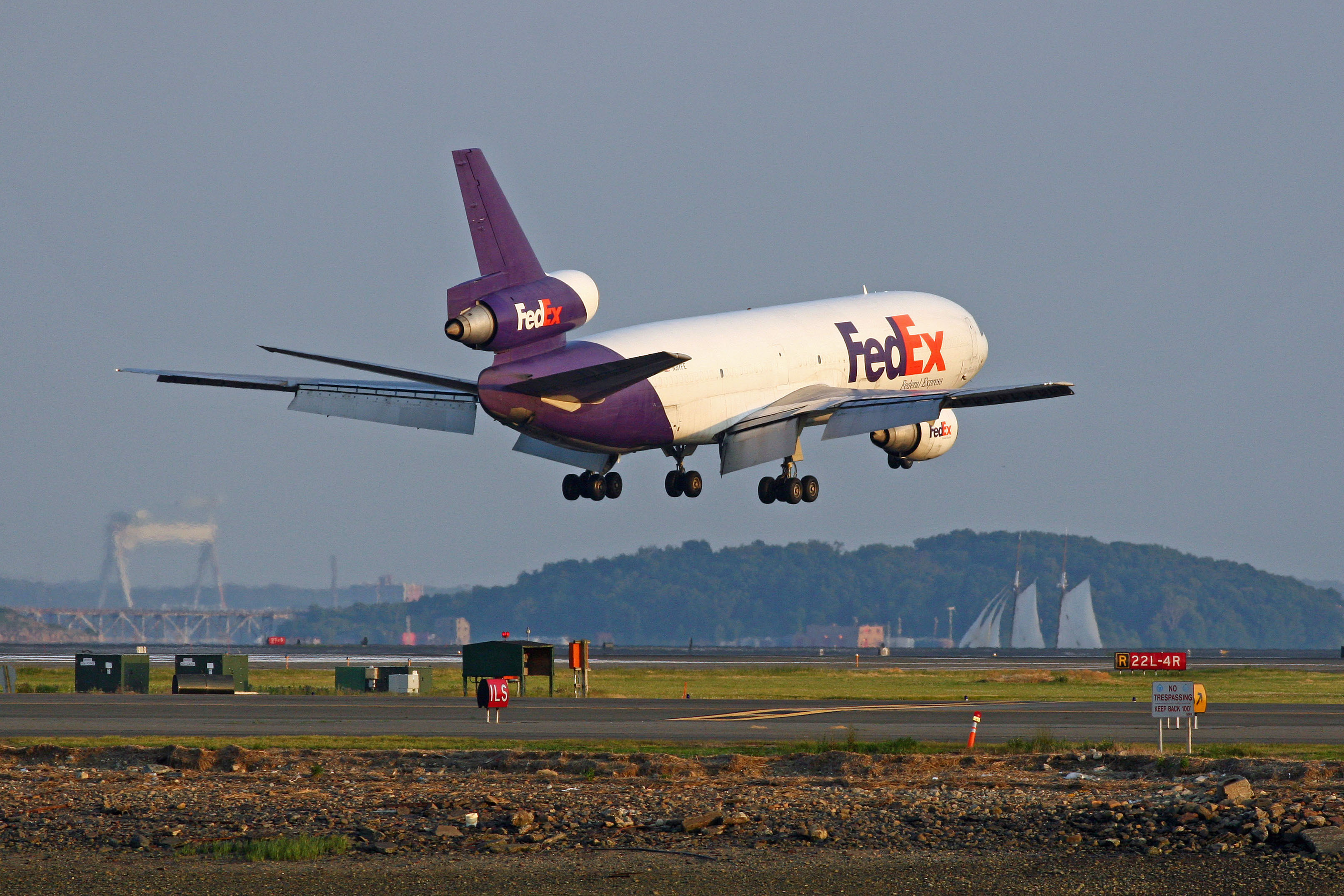
A FedEx DC–10-es repülőgépe landol Bostonban

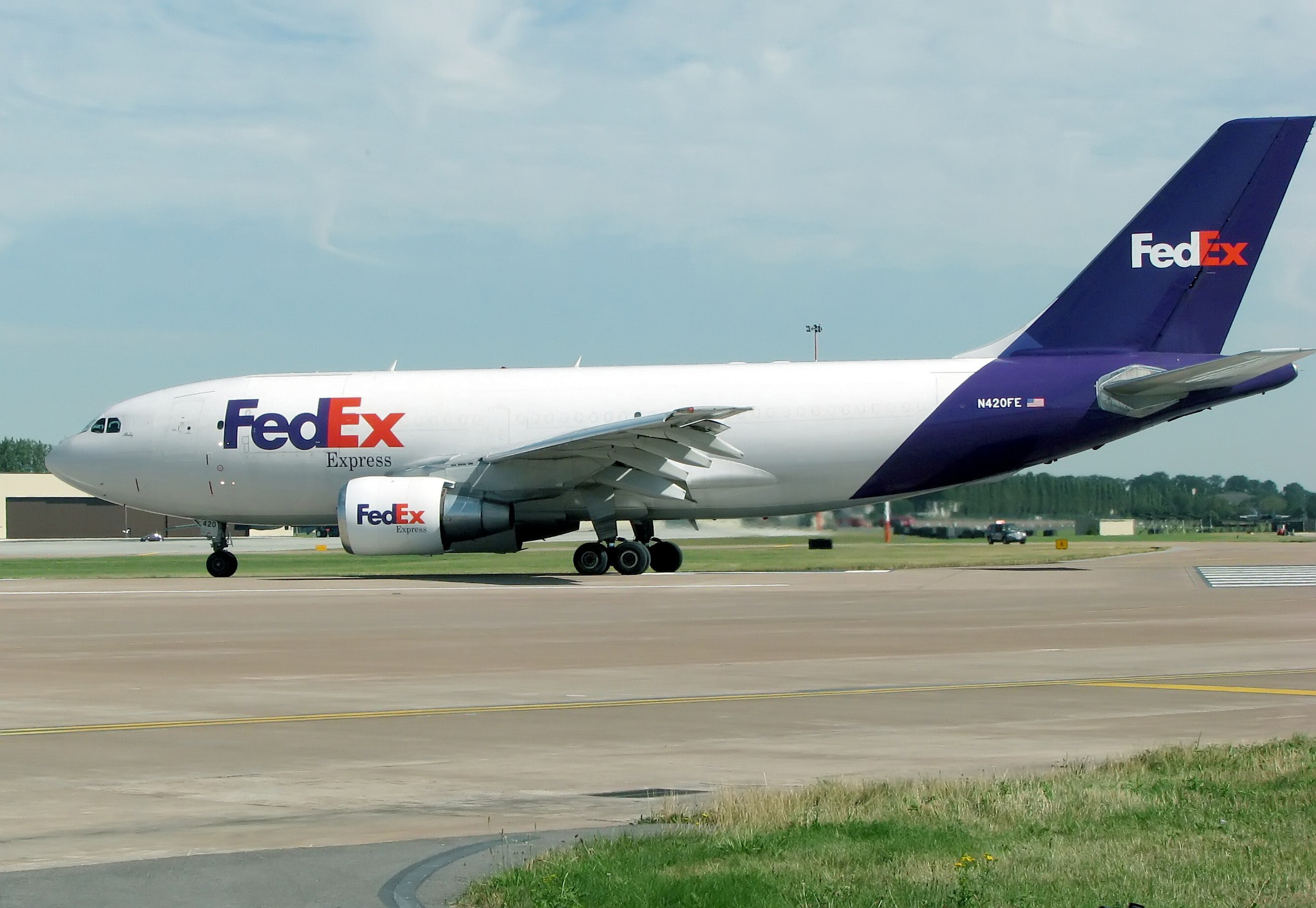
A FedEx Express Airbus A310-200-a

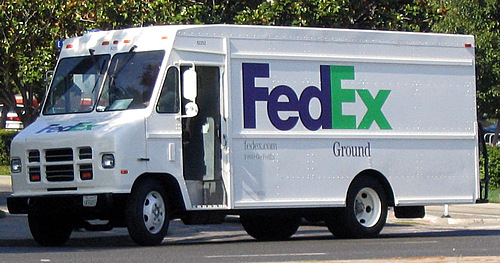
A FedEx Ground teherautója

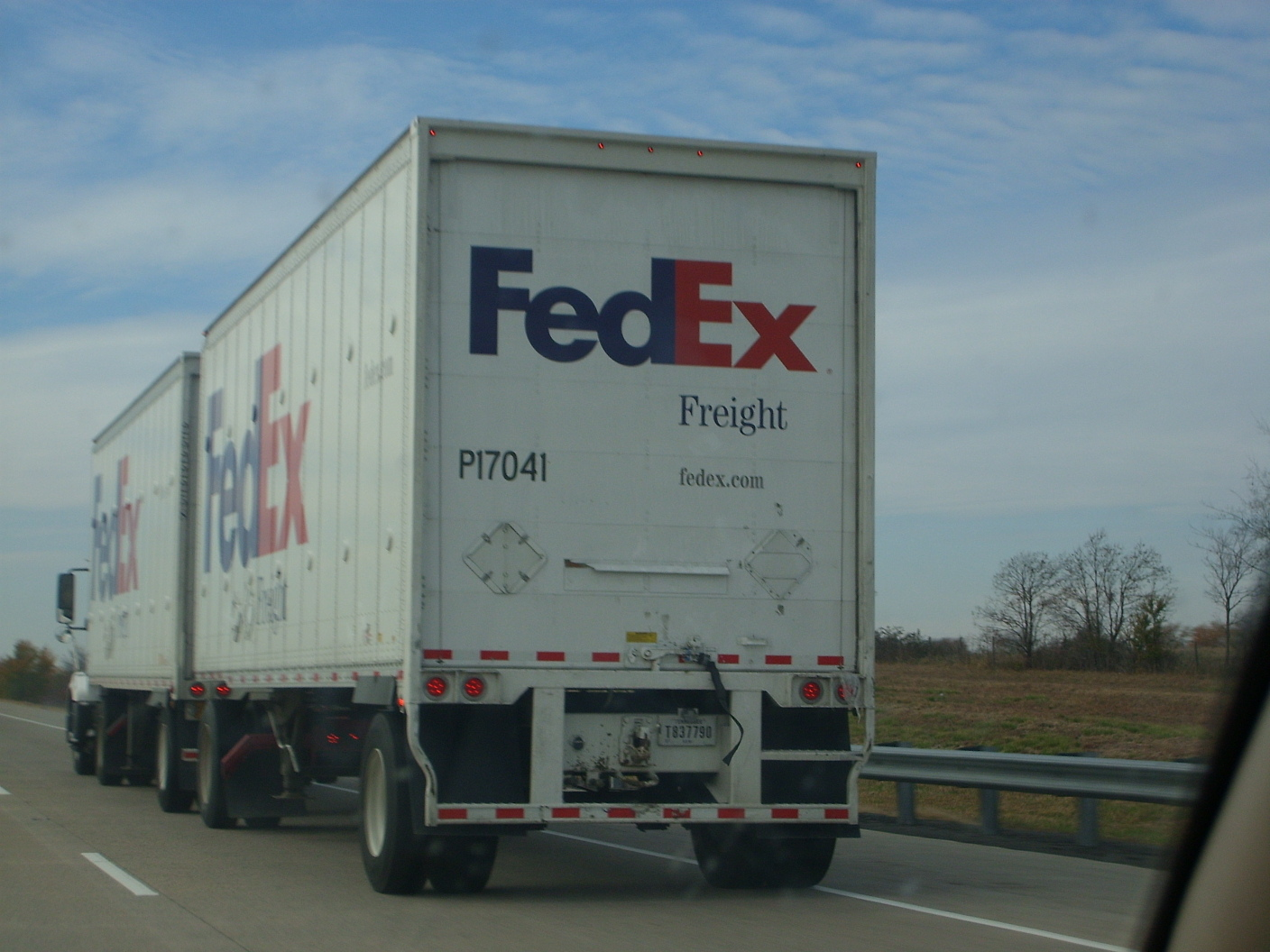
Egy FedEx Freight kamion

A FedEx Corporation egy amerikai globális szállítmányozó vállalat. Székhelye Memphisben,  Tennesseeben található. Alapítója Frederick W. Smith. Alkalmazottainak száma kb. 300 ezer (2012). Leányvállalatai a FedEx Office, FedEx Express, FedEx Ground, FedEx Freight, Custom Critical, Supply Chain, Trade Networks, Services.

## Története
A "FedEx" név a cég eredeti légiforgalmi divíziójának, a Federal Expressnek a nevéből származik (ez volt a cég neve 1973 és 2000 között). A FedEx Corporation Delaware állam joga szerint 1997. október 2-án alapított cég.
A cég 2004 februárjában átvette a Kinko's Inc. kiskereskedelmi céget, amelyet FedEx Kinko névre változtatott. (2008 júniusától ez a név eltűnt, helyette a FedEx Office nevet használják.)
2004 szeptemberében a FedEx megszerezte a Parcel Direct céget, amelyet FedEx SmartPost néven működtet.

## SCAC kódok
A cég SCAC (Standard Carrier Alpha Codes) kódjai a következők:
- FDE – FedEx Express
- FDEG – FedEx Ground
- FXFE – FedEx Freight
- FDCC – FedEx Custom Critical
- FXO - FedEx Office
- FSDC- FedEx Same Day City

## Reklámozás
A FedEx's az alábbi szlogenekkel indított reklámkampányokat:
- "When it Absolutely, Positively has to be there overnight" – 1978–1983
- "It's not Just a Package, It's Your Business" – 1987–1988
- "Our Most Important Package is Yours" – 1991–1994
- "Absolutely, Positively Anytime" – 1995
- "The Way the World Works," 1996–1998
- "Be Absolutely Sure," 1998–2000
- "This is a Job for FedEx," 2001–2002
- "Don’t worry, there's a FedEx for that,” 2002–2003
- "Relax, it’s FedEx," 2004–2008
- "We Understand," 2009–től
- "WeLiveToDeliver" 2009–től
- "Brown Bailout" 2009–től
- "The World On Time" 2009–től